# 哈通科里尼山
哈通科里尼山（Hatun Qurini），是秘魯的山峰，位於該國東南部普諾大區，由阿桑加羅省的聖何塞區負責管轄，屬於安地斯山脈的一部分，海拔高度5,000米。